# Concepción (Perù)
Concepción è un comune del Perù, situato nella regione di Junín e capoluogo della provincia di Concepción.

## Storia
Nella primavera del 1821 fu teatro di uno scontro tra le truppe monarchiche e gli indipendentisti peruviani: le eroine Toledo, native di Concepciòn, distrussero il ponte che permetteva l'ingresso alla città e ritardarono l'irruzione delle forze del viceré. L'episodio ha permesso alla città di Concepciòn di ottenere il riconoscimento di "Città eroica".